# Петер Планціус
Петер Планціус (лат. Petrus Plancius; 1552 — 15 травня 1622) — голландський богослов, астроном і картограф.

## Біографія
Народився у Фландрії, вивчав теологію в Німеччині та Англії. У віці 24 років став священиком голландської кальвіністської церкви. Побоюючись релігійних переслідувань інквізиції, 1585 року втік до Амстердама. Там він зацікавився навігацією й картографією.
1589 року зробив небесний глобус, на який наніс чотири нових об'єкти південного неба, користуючись звітами мандрівників: дві Магелланові хмари (ще безіменні), сузір'я Південний Хрест і Південний Трикутник. 1590 року створив п'ять карт Святої Землі й план Єрусалиму для данського видання Біблії, що не мали собі рівних ні до, ні після, за витонченістю й змістом — кожна прикрашена 15 гравюрами на теми Старого і Нового Завітів. Протягом наступних двох років видав кілька окремих карт, а потім —1592 року— і велику карту світу під назвою «Nova et exacta Terrarum Tabula geographica et hydrographica», що стала дуже популярною. На кутах карти були розміщені небесні планісфери, на яких вперше з'явилися сузір'я Голуб і Вартовий Полюсу (останнє не було ухвалено спільнотою астрономів). 1594 року видав відому карту відомого світу «Orbis terrarum typus de integro multis in locis emendatus» — першу в історії картографії, прикрашену алегоричними багатофігурними сюжетами. Ця тема стала провідною в картографічних зображеннях світу на двісті років наперед.
У наступні кілька років був помічником голландського уряду в організації експедицій до Східної Індії, займаючись, зокрема, навчанням небесної навігації їхніх керівників. На противагу Іспанії та Португалії, які освоїли шлях до Індії через південний край Африки, Планціус сподівався прокласти північно-східний маршрут Північним Льодовитим океаном. Загибель Баренца в третій експедиції 1596 року поклала край цим спробам.
Планціус повернувся до планування експедицій в обхід мису Доброї надії, використовуючи їх також для наукових досліджень: вивчення південного неба й магнітного відхилення. За його ініціативою під час плавання голландського купця Фредеріка де Хаутмана в 1595—1596 роках (подорож відома як нід. Earste Schipvaart або англ. First Voyage), його головний штурман Пітер Дірксзун Кейзер (лат. Петрус Теодорі) склав каталог 135 найяскравіших зір південного неба, недоступних для спостереження в Північній півкулі. Планціус використав 122 зорі для складання нових дванадцяти сузір'їв південного неба (сузір'я Південний Трикутник вже фігурувало на першому глобусі Планціуса) й опублікував їх на небесному глобусі, зробленому спільно з майстром Юдокусом Хондіусом (лат. Jodocus Hondius)[джерело?]. Ці 12 сузір'їв були вміщені в «Уранометрію» Йогана Байєра й стали відомі як нові сузір'я Байєра.

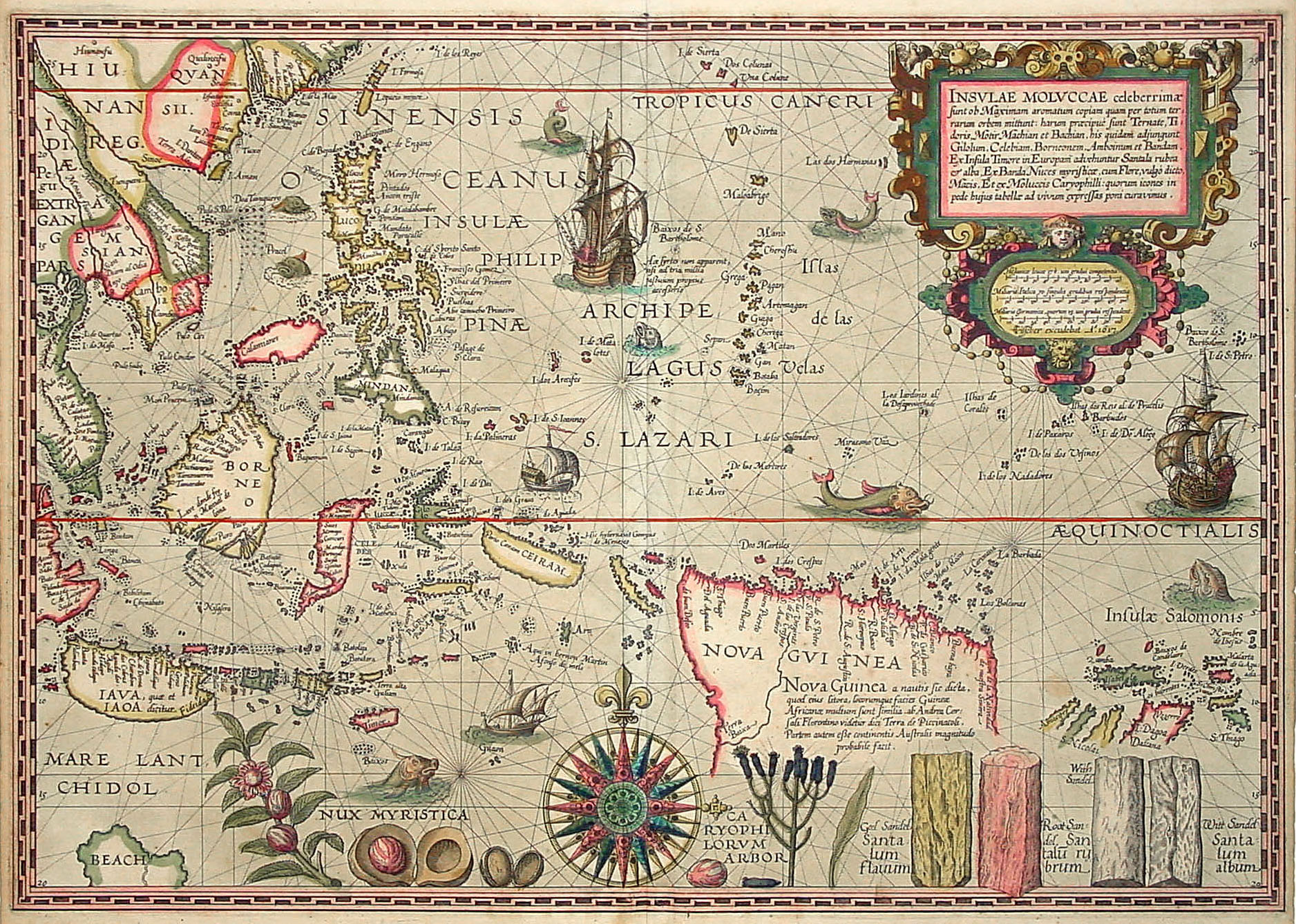
Карта Петера Планціуса із зображенням Молуккських островів. 1592 р.

Після 1598 року інтереси Планціуса переходять від картографії до проповідництва. Лише 1612 року він готує свій останній небесний атлас (Pieter van den Keere), додаючи вісім нових сузір'їв на підставі власних карт, карт Тихо Браге та інших астрономів. Назви кількох сузір'їв несуть релігійний відтінок останніх років проповідництва.
- Півень (лат. Gallus) — сюжет із зреченням Петра;
- Муха (Північна Муха) (лат. Vespa) — бджола з історії Самсона;
- Верблюд (Жираф) — верблюд, який привіз Ребекку в Ханаан до Ісака;
- Йордан (лат. Jordanis)
- Тигр (лат. Tigrus) — річка, яка омиває Едем;
- Єдиноріг;
- Малий Рак;
- Південна Стріла.

Перші шість сузір'їв були використані Якобом Барчем, що опублікував їх у своїх небесних картах 1642, і відомі як нові сузір'я Барча. Два останніх сузір'я зрідка з'являлися в картах XVII століття і скоро були забуті. Тільки два з восьми сузір'їв Планціуса визнані в сучасній астрономії — це Жираф і Єдиноріг.
Петер Планціус як астроном був маловідомим. Його небесні карти й глобуси не мали наукового статусу, залишилися невідомими в широких астрономічних колах, і сузір'я, запропоновані Планціусом, згодом були приписані його послідовникам, а сам він незаслужено забутий істориками астрономії[джерело?].